# 王紹曾
王紹曾（?—?），直隸省遵化直隸州豐潤縣人，清朝政治人物、進士出身。
光緒二十九年（1903年），参加光緒癸卯科殿試，登進士二甲135名。同年閏五月，著交吏部掣签分发各省，以知县即用。